# Abou-Mohammed Abdo-'l-madjid Ibn Abdollâh Ibn Abdoun Al-Fehri
 (décembre 2021).
Si vous disposez d'ouvrages ou d'articles de référence ou si vous connaissez des sites web de qualité traitant du thème abordé ici, merci de compléter l'article en donnant les références utiles à sa vérifiabilité et en les liant à la section « Notes et références ».
Pour les articles homonymes, voir Abdoun.
Abou-Mohammed Abdo-'l-madjid Ibn Abdollâh Ibn Abdoun Al-Fehri est un des poètes qui se distinguèrent le plus au XIe siècle en Andalousie.

## Biographie
Né à Evora, ville qui appartenait au territoire des Aftasides, princes de Badajoz, il y décéda en 1135 (529 de l'Hijri) après avoir été secrétaire et conseiller du prince Aftaside Omar Al-Motawakkil, Sir ibn-abi-Becr (général almoravide) et Ali ibn Yousof ibn-Téschifin (gouvernait l'Espagne et l'Afrique du Nord).